# (7119) Hiera
(7119) Hiera ist ein Asteroid aus der Gruppe der Jupiter-Trojaner. Damit werden Asteroiden bezeichnet, die auf den Lagrange-Punkten auf der Bahn des Jupiter um die Sonne laufen.
(7119) Hiera wurde am 11. Januar 1989 von den US-amerikanischen Astronomen Carolyn Shoemaker und Eugene Shoemaker am Palomar-Observatorium (IAU-Code 675) auf dem Gipfel des Palomar Mountain etwa 80 Kilometer nordöstlich von San Diego in Kalifornien entdeckt. Er ist dem Lagrangepunkt L4 zugeordnet.
Der Asteroid ist nach der mythologischen Heldin Hiera benannt, der Gattin des Telephos. Als im Verlauf des Trojanischen Krieges die Stadt Pergamon angegriffen wird, verteidigt Hiera mit den mysischen Frauen die Stadt, um den Angriff abzuwehren und wird im Verlauf des Kampfes vom griechischen Krieger Nireus getötet.